# Eucera kullenbergi
Eucera kullenbergi là một loài Hymenoptera trong họ Apidae. Loài này được Tkalcu mô tả khoa học năm 1978.